# Liste der Einträge im National Register of Historic Places im Pipestone County

Lage des Pipestone County in Minnesota

Die Liste der Einträge im National Register of Historic Places im Pipestone County in Minnesota führt alle Bauwerke und historischen Stätten im Pipestone County auf, die in das National Register of Historic Places aufgenommen wurden.

## Legende
| NRHP | Historic Place    |
| HD   | Historic District |
| NMON | National Monument |

## Aktuelle Einträge
| [ 2 ] | Name                                           | Bild                                           | Eintragsdatum        | Lage | Ort       | Beschreibung |
| ----- | ---------------------------------------------- | ---------------------------------------------- | -------------------- | --- | --------- | --- |
| 1     | Bauman Hall                                    | Bauman Hall                                    | 1980 ID-Nr. 80002116 | 201 West Wall Street 43° 50′ 58,8″ N, 96° 23′ 55,8″ W                                                                                 | Jasper    | 1891 ursprünglich in North Sioux City als Hotel errichtet; 1893 abgebaut und nach Jasper verlegt, wo es seither als Rathaus dient                                |
| 2     | Burlington Cedar Rapids and Northern Depot     | Burlington Cedar Rapids and Northern Depot     | 1980 ID-Nr. 80002124 | 400 North Hiawatha Avenue 44° 0′ 13,9″ N, 96° 19′ 4,7″ W                                                                              | Pipestone | 1915 aus Backsteinen errichtetes Bahnhofsgebäude der Burlington, Cedar Rapids and Northern Railway                                                               |
| 3     | Calumet Hotel                                  | Calumet Hotel                                  | 1976 ID-Nr. 76001066 | 104 West Main Street 44° 0′ 1″ N, 96° 19′ 4″ W                                                                                        | Pipestone | 1888 im Richardsonian Romanesque genannten Baustil errichtetes Hotel                                                                                             |
| 4     | Cannomok'e-Pipestone National Monument         | Cannomok'e-Pipestone National Monument         | 1966 ID-Nr. 66000112 | Abseits der Hiawatha Avenue 44° 0′ 48″ N, 96° 19′ 30″ W                                                                               | Pipestone | Lager- und Abbaustätte von Catlinit, das von den Prärie-Indianern abgebaut wurde, um daraus die Köpfe ihrer Friedenspfeifen zu fertigen; heute National Monument |
| 5     | Gerber Hospital and Garage                     | Gerber Hospital and Garage                     | 1980 ID-Nr. 80002119 | 120 East Wall Street 43° 51′ 0,3″ N, 96° 23′ 45,5″ W                                                                                  | Jasper    | 1913 errichtetes Klinikgebäude |
| 6     | Ihlen Mercantile Company                       | Ihlen Mercantile Company                       | 1980 ID-Nr. 80002115 | Holman Street Ecke Sherman Avenue 43° 54′ 30,3″ N, 96° 22′ 6,8″ W                                                                     | Ihlen     | 1892 errichtetes Geschäftshaus |
| 7     | Pipestone Commercial Historic District         | Pipestone Commercial Historic District         | 1977 ID-Nr. 77000761 | Abgegrenzt durch 2nd Ave Northwest, 2nd Avenue Southwest, 2nd Avenue Northeast und 2nd Avenue Southeast 44° 0′ 1,8″ N, 96° 19′ 3,4″ W | Pipestone | Ensemble von Geschäftshäusern aus den 1890er Jahren |
| 8     | Pipestone County Courthouse                    | Pipestone County Courthouse                    | 1980 ID-Nr. 80002121 | 416 South Hiawatha 43° 59′ 50,6″ N, 96° 19′ 6″ W                                                                                      | Pipestone | 1900 im Beaux-Arts-Stil errichtetes Justiz- und Verwaltungsgebäude                                                                                               |
| 9     | Pipestone Indian School Superintendent's House | Pipestone Indian School Superintendent's House | 1993 ID-Nr. 93000232 | Abseits der North Hiawatha Avenue 44° 1′ 14,7″ N, 96° 19′ 11,4″ W                                                                     | Pipestone | 1907 errichtetes Wohnhaus des Direktors einer Indianerschule |
| 10    | Pipestone Public Library                       | Pipestone Public Library                       | 1980 ID-Nr. 80002122 | 3rd Street, Southeast Ecke South Hiawatha Avenue 43° 59′ 55″ N, 96° 19′ 2,3″ W                                                        | Pipestone | 1904 errichtete Carnegie-Bibliothek |
| 11    | Pipestone Water Tower                          | Pipestone Water Tower                          | 1980 ID-Nr. 80002123 | 2nd Street, Northeast 44° 0′ 5,8″ N, 96° 18′ 39,2″ W                                                                                  | Pipestone | 1920 aus Beton in damals modernem Design errichteter Wasserturm                                                                                                  |
| 12    | John Rowe House                                | John Rowe House                                | 1980 ID-Nr. 80002118 | 200 East 2nd Street 43° 51′ 3,9″ N, 96° 23′ 43,6″ W                                                                                   | Jasper    | 1905 errichtetes Wohnhaus |
| 13    | Split Rock Bridge                              | Split Rock Bridge                              | 1989 ID-Nr. 89001823 | Brücke der County Road 54 über den Split Rock Creek 43° 53′ 30,9″ N, 96° 22′ 2″ W                                                     | Ihlen     | 1937 errichtete steinerne Bogenbrücke |
| 14    | Stordahl Building                              | Stordahl Building                              | 1980 ID-Nr. 80002120 | 119 West Wall Street 43° 50′ 58,9″ N, 96° 23′ 54″ W                                                                                   | Jasper    | 1894 im neuromanischen Stil errichtetes Geschäftshaus |

## Frühere Einträge
| [ 2 ] | Name                         | Bild | Eintragsdatum        | Lage                                                 | Ort    | Beschreibung                                                |
| ----- | ---------------------------- | ---- | -------------------- | ---------------------------------------------------- | ------ | ----------------------------------------------------------- |
| 1     | Christianson House and Store |      | 1980 ID-Nr. 80002117 | 208 East 2nd Street 43° 59′ 50,4″ N, 96° 19′ 21,4″ W | Jasper | 1888 errichtetes Kaufhaus; 1990 aus dem Register gestrichen |